# 小行星列表/180201-180300
| 名稱         | 臨時編號   | 發現日期       | 發現地點     | 發現者                         |
| ------------ | ---------- | -------------- | ------------ | ------------------------------ |
| 小行星180201 | 2003 ST251 | 2003年9月26日  | 索科罗       | 林肯近地小行星研究小组         |
| 小行星180202 | 2003 SO258 | 2003年9月28日  | 基特峰       | 太空监视                       |
| 小行星180203 | 2003 SU259 | 2003年9月28日  | 基特峰       | 太空监视                       |
| 小行星180204 | 2003 SB295 | 2003年9月28日  | 索科罗       | 林肯近地小行星研究小组         |
| 小行星180205 | 2003 SD295 | 2003年9月28日  | 索科罗       | 林肯近地小行星研究小组         |
| 小行星180206 | 2003 SH298 | 2003年9月18日  | 海勒卡拉     | 近地小行星追踪                 |
| 小行星180207 | 2003 SH305 | 2003年9月17日  | 帕洛马山     | 近地小行星追踪                 |
| 小行星180208 | 2003 SD311 | 2003年9月29日  | 索科罗       | 林肯近地小行星研究小组         |
| 小行星180209 | 2003 SF312 | 2003年9月30日  | 基特峰       | 太空监视                       |
| 小行星180210 | 2003 SP318 | 2003年9月18日  | 索科罗       | 林肯近地小行星研究小组         |
| 小行星180211 | 2003 TE5   | 2003年10月2日  | 基特峰       | 太空监视                       |
| 小行星180212 | 2003 UE1   | 2003年10月16日 | 帕洛马山     | 近地小行星追踪                 |
| 小行星180213 | 2003 UM8   | 2003年10月19日 | 圣贝纳迪诺县 | J. W. Young                    |
| 小行星180214 | 2003 UB9   | 2003年10月17日 | 索科罗       | 林肯近地小行星研究小组         |
| 小行星180215 | 2003 UK9   | 2003年10月16日 | 基特峰       | 太空监视                       |
| 小行星180216 | 2003 UY9   | 2003年10月20日 | 圣贝纳迪诺县 | J. W. Young                    |
| 小行星180217 | 2003 UL23  | 2003年10月22日 | 基特峰       | 太空监视                       |
| 小行星180218 | 2003 UB29  | 2003年10月22日 | Kvistaberg   | 烏普薩拉－DLR小行星巡天        |
| 小行星180219 | 2003 UX39  | 2003年10月16日 | 基特峰       | 太空监视                       |
| 小行星180220 | 2003 UG44  | 2003年10月18日 | 基特峰       | 太空监视                       |
| 小行星180221 | 2003 UR55  | 2003年10月18日 | 帕洛马山     | 近地小行星追踪                 |
| 小行星180222 | 2003 UA98  | 2003年10月19日 | 可可尼诺县   | 洛厄尔天文台近地小行星搜寻计划 |
| 小行星180223 | 2003 UD107 | 2003年10月19日 | 基特峰       | 太空监视                       |
| 小行星180224 | 2003 UO123 | 2003年10月19日 | 基特峰       | 太空监视                       |
| 小行星180225 | 2003 UG127 | 2003年10月21日 | 基特峰       | 太空监视                       |
| 小行星180226 | 2003 UM130 | 2003年10月18日 | 帕洛马山     | 近地小行星追踪                 |
| 小行星180227 | 2003 UN131 | 2003年10月19日 | 帕洛马山     | 近地小行星追踪                 |
| 小行星180228 | 2003 UQ135 | 2003年10月21日 | 帕洛马山     | 近地小行星追踪                 |
| 小行星180229 | 2003 UZ143 | 2003年10月18日 | 可可尼诺县   | 洛厄尔天文台近地小行星搜寻计划 |
| 小行星180230 | 2003 UW147 | 2003年10月18日 | 帕洛马山     | 近地小行星追踪                 |
| 小行星180231 | 2003 UD149 | 2003年10月19日 | 海勒卡拉     | 近地小行星追踪                 |
| 小行星180232 | 2003 UJ180 | 2003年10月21日 | 索科罗       | 林肯近地小行星研究小组         |
| 小行星180233 | 2003 UU192 | 2003年10月30日 | 索科罗       | 林肯近地小行星研究小组         |
| 小行星180234 | 2003 UY195 | 2003年10月20日 | 基特峰       | 太空监视                       |
| 小行星180235 | 2003 UF196 | 2003年10月21日 | 基特峰       | 太空监视                       |
| 小行星180236 | 2003 UG199 | 2003年10月21日 | 索科罗       | 林肯近地小行星研究小组         |
| 小行星180237 | 2003 UT224 | 2003年10月22日 | 基特峰       | 太空监视                       |
| 小行星180238 | 2003 UP225 | 2003年10月22日 | 索科罗       | 林肯近地小行星研究小组         |
| 小行星180239 | 2003 UY226 | 2003年10月23日 | 基特峰       | 太空监视                       |
| 小行星180240 | 2003 UB244 | 2003年10月24日 | 索科罗       | 林肯近地小行星研究小组         |
| 小行星180241 | 2003 UC247 | 2003年10月24日 | 索科罗       | 林肯近地小行星研究小组         |
| 小行星180242 | 2003 UE247 | 2003年10月24日 | 索科罗       | 林肯近地小行星研究小组         |
| 小行星180243 | 2003 UQ252 | 2003年10月26日 | 基特峰       | 太空监视                       |
| 小行星180244 | 2003 UN254 | 2003年10月24日 | 基特峰       | 太空监视                       |
| 小行星180245 | 2003 UN259 | 2003年10月25日 | 索科罗       | 林肯近地小行星研究小组         |
| 小行星180246 | 2003 UO261 | 2003年10月26日 | 基特峰       | 太空监视                       |
| 小行星180247 | 2003 UY263 | 2003年10月27日 | 基特峰       | 太空监视                       |
| 小行星180248 | 2003 UX265 | 2003年10月27日 | 基特峰       | 太空监视                       |
| 小行星180249 | 2003 UH274 | 2003年10月30日 | 索科罗       | 林肯近地小行星研究小组         |
| 小行星180250 | 2003 UG281 | 2003年10月28日 | 索科罗       | 林肯近地小行星研究小组         |
| 小行星180251 | 2003 UM283 | 2003年10月30日 | 索科罗       | 林肯近地小行星研究小组         |
| 小行星180252 | 2003 UU283 | 2003年10月30日 | 索科罗       | 林肯近地小行星研究小组         |
| 小行星180253 | 2003 UO314 | 2003年10月24日 | 基特峰       | 太空监视                       |
| 小行星180254 | 2003 VY1   | 2003年11月2日  | 索科罗       | 林肯近地小行星研究小组         |
| 小行星180255 | 2003 VM9   | 2003年11月15日 | 帕洛马山     | 近地小行星追踪                 |
| 小行星180256 | 2003 VE10  | 2003年11月15日 | 帕洛马山     | 近地小行星追踪                 |
| 小行星180257 | 2003 WM3   | 2003年11月16日 | 卡特林那     | 卡特林那巡天系统               |
| 小行星180258 | 2003 WT5   | 2003年11月18日 | 帕洛马山     | 近地小行星追踪                 |
| 小行星180259 | 2003 WN8   | 2003年11月16日 | 基特峰       | 太空监视                       |
| 小行星180260 | 2003 WG12  | 2003年11月18日 | 帕洛马山     | 近地小行星追踪                 |
| 小行星180261 | 2003 WA15  | 2003年11月16日 | 基特峰       | 太空监视                       |
| 小行星180262 | 2003 WH18  | 2003年11月19日 | 索科罗       | 林肯近地小行星研究小组         |
| 小行星180263 | 2003 WR19  | 2003年11月19日 | 索科罗       | 林肯近地小行星研究小组         |
| 小行星180264 | 2003 WK24  | 2003年11月19日 | 基特峰       | 太空监视                       |
| 小行星180265 | 2003 WC27  | 2003年11月16日 | 基特峰       | 太空监视                       |
| 小行星180266 | 2003 WQ34  | 2003年11月19日 | 基特峰       | 太空监视                       |
| 小行星180267 | 2003 WG36  | 2003年11月19日 | 基特峰       | 太空监视                       |
| 小行星180268 | 2003 WH38  | 2003年11月19日 | 索科罗       | 林肯近地小行星研究小组         |
| 小行星180269 | 2003 WB41  | 2003年11月19日 | 基特峰       | 太空监视                       |
| 小行星180270 | 2003 WY45  | 2003年11月20日 | 索科罗       | 林肯近地小行星研究小组         |
| 小行星180271 | 2003 WZ49  | 2003年11月19日 | 索科罗       | 林肯近地小行星研究小组         |
| 小行星180272 | 2003 WD58  | 2003年11月18日 | 基特峰       | 太空监视                       |
| 小行星180273 | 2003 WH60  | 2003年11月18日 | 帕洛马山     | 近地小行星追踪                 |
| 小行星180274 | 2003 WC63  | 2003年11月19日 | 基特峰       | 太空监视                       |
| 小行星180275 | 2003 WV63  | 2003年11月19日 | 基特峰       | 太空监视                       |
| 小行星180276 | 2003 WU64  | 2003年11月19日 | 索科罗       | 林肯近地小行星研究小组         |
| 小行星180277 | 2003 WY65  | 2003年11月19日 | 基特峰       | 太空监视                       |
| 小行星180278 | 2003 WS70  | 2003年11月20日 | 帕洛马山     | 近地小行星追踪                 |
| 小行星180279 | 2003 WX72  | 2003年11月20日 | 索科罗       | 林肯近地小行星研究小组         |
| 小行星180280 | 2003 WO73  | 2003年11月20日 | 索科罗       | 林肯近地小行星研究小组         |
| 小行星180281 | 2003 WP76  | 2003年11月19日 | 索科罗       | 林肯近地小行星研究小组         |
| 小行星180282 | 2003 WC78  | 2003年11月20日 | 基特峰       | 太空监视                       |
| 小行星180283 | 2003 WH81  | 2003年11月20日 | 基特峰       | 太空监视                       |
| 小行星180284 | 2003 WQ86  | 2003年11月21日 | 索科罗       | 林肯近地小行星研究小组         |
| 小行星180285 | 2003 WC90  | 2003年11月16日 | 基特峰       | 太空监视                       |
| 小行星180286 | 2003 WT90  | 2003年11月18日 | 帕洛马山     | 近地小行星追踪                 |
| 小行星180287 | 2003 WX94  | 2003年11月19日 | 可可尼诺县   | 洛厄尔天文台近地小行星搜寻计划 |
| 小行星180288 | 2003 WH102 | 2003年11月21日 | 索科罗       | 林肯近地小行星研究小组         |
| 小行星180289 | 2003 WO104 | 2003年11月21日 | 索科罗       | 林肯近地小行星研究小组         |
| 小行星180290 | 2003 WH109 | 2003年11月20日 | 索科罗       | 林肯近地小行星研究小组         |
| 小行星180291 | 2003 WZ113 | 2003年11月20日 | 索科罗       | 林肯近地小行星研究小组         |
| 小行星180292 | 2003 WJ119 | 2003年11月20日 | 索科罗       | 林肯近地小行星研究小组         |
| 小行星180293 | 2003 WS119 | 2003年11月20日 | 索科罗       | 林肯近地小行星研究小组         |
| 小行星180294 | 2003 WG120 | 2003年11月20日 | 索科罗       | 林肯近地小行星研究小组         |
| 小行星180295 | 2003 WQ120 | 2003年11月20日 | 索科罗       | 林肯近地小行星研究小组         |
| 小行星180296 | 2003 WM127 | 2003年11月20日 | 索科罗       | 林肯近地小行星研究小组         |
| 小行星180297 | 2003 WW127 | 2003年11月20日 | 索科罗       | 林肯近地小行星研究小组         |
| 小行星180298 | 2003 WG129 | 2003年11月21日 | 索科罗       | 林肯近地小行星研究小组         |
| 小行星180299 | 2003 WP130 | 2003年11月21日 | 索科罗       | 林肯近地小行星研究小组         |
| 小行星180300 | 2003 WY132 | 2003年11月21日 | 索科罗       | 林肯近地小行星研究小组         |